# Tweedia australis
Tweedia australis là một loài thực vật có hoa trong họ La bố ma. Loài này được (Malme) C. Ezcurra miêu tả khoa học đầu tiên năm 1995.